# Comme facette mammeta
Comme facette mammeta è una canzone del 1906, composta da Salvatore Gambardella e scritta da Giuseppe Capaldo.

## Descrizione
Canzone del 1906 composta da Salvatore Gambardella e scritta da Giuseppe Capaldo, è nata da un'idea di quest'ultimo, di mestiere cameriere, in quanto ispirato dall'amore che provava per una donna, la quale però lo deluse non corrispondendolo. 
Lo stesso Capaldo inviò questa sua canzone al comitato che organizza la Festa della Madonna del Carmine a Napoli, e venne considerata la migliore. Essa è arrivata seconda classificata all'edizione della Festa di Piedigrotta di quell'anno, interpretata da Antonietta Rispoli al Teatro Eldorado e cavallo di battaglia di Elvira Donnarumma.
La canzone ha avuto nel corso degli anni innumerevoli cover, poiché è stata incisa e interpretata da molti cantanti, per lo più napoletani o in un contesto richiamante la città di Napoli, e vi è anche una curiosa versione Rock and roll de I Due Corsari, duo composto da Enzo Jannacci e Giorgio Gaber, pubblicata nel 1960.
L'orecchiabile melodia è celebre anche nella cultura popolare, tanto che è sovente utilizzata per intonare cori da stadio o da corteo.

## Testo originale
Quanno mámmeta t'ha fatta, quanno mámmeta t'ha fatta...
Vuó sapé comme facette? vuó sapé comme facette?...
Pe' 'mpastá sti ccarne belle, pe' 'mpastá sti ccarne belle...
Tutto chello ca mettette? tutto chello ca mettette?...
Ciento rose 'ncappucciate, dint' 'a mártula mmescate...
Latte, rose, rose e latte, te facette 'ncopp' 'o fatto!...
Nun c'è bisogno 'a zingara p'andiviná, Cuncè'...
Comme t'ha fatto mámmeta, 'o ssaccio meglio 'e te!...
E pe' fá 'sta vocca bella, e pe' fá 'sta vocca bella...
Nun servette 'a stessa dose, nun servette 'a stessa dose...
Vuó sapé che nce mettette? Vuó sapé che nce mettette?...
mo te dico tuttecosa...mo te dico tuttecosa:
nu panaro chino, chino, tutt' 'e fravule 'e ciardino...
Mèle, zuccaro e cannella: te 'mpastaje 'sta vocca bella...
Nun c'è bisogno 'a zingara p'andiviná, Cuncè'...
Comme t'ha fatto mámmeta, 'o ssaccio meglio 'e te...

## Cover
- Nel 1959 Tito Schipa pubblica la sua versione in un singolo per il mercato spagnolo (La Voz de su Amo, 7EPL 13.335), tratta nell'album del 1956 Tito Schipa (La Voce Del Padrone, QBLP 5030).

- Nel 1963 Ricky Gianco esegue la sua versione in un singolo (Jaguar Records, JG 70002), inserita nell'album dello stesso anno Una giornata con Ricky Gianco (Jaguar Records, JGR 73000), uscito anche in Canada e Brasile.

- Xavier Cugat ha eseguito una versione strumentale della canzone, inserita nella raccolta Seven classic albums (Real Gone Music Company, RGMCD-235).

- Genny Day ha eseguito una versione personale della canzone, inserita nella raccolta Gli indimenticabili anni 70 (Nuova Canaria).

- Una versione del brano è inserita nel disco Napoli. Punto e a capo del 1992 di Renzo Arbore e l'Orchestra Italiana. Questa cover è utilizzata sui crediti di chiusura del film OK Garage.